# Teatro d'arte di Mosca

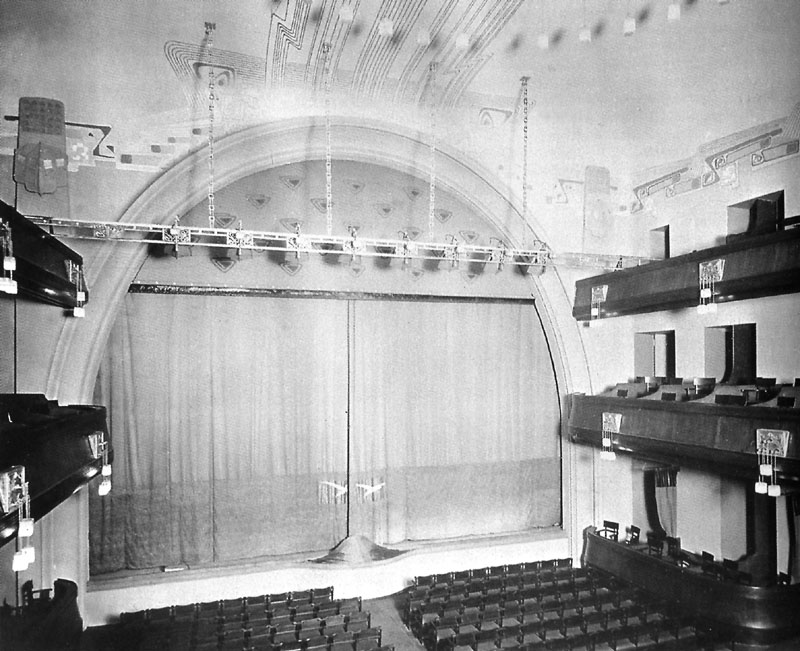
Gli interni del teatro in una foto del 1902-1903

Il Teatro d'arte di Mosca (in russo Московский Художественный академический театр?, MChAT) è un'istituzione teatrale fondata a Mosca nel 1898 da Konstantin Stanislavskij e Vladimir Nemirovič-Dančenko che dichiara una radicale rottura con il teatro russo del passato. 

## Storia
Durante la seconda metà dell'Ottocento il livello teatrale delle rappresentazioni russe era alquanto scadente: il rinnovamento del repertorio appartenente alle ideologie legate al Naturalismo (teatro) cercava faticosamente di farsi strada tra le convenzioni tradizionali russe. Creato per contrastare l'enfasi e l'ostentata finzione del teatro russo dell'epoca, il Teatro d'arte inscena le basi del pensiero di Stanislavskij e Dančenko di un teatro alla ricerca della "verità" nel gesto come nella parola. 
Il Teatro d'arte aprì i battenti il 14 ottobre 1898, quando la compagnia omonimo mise in scena Lo zar Fëdor Ioannovič, di Aleksej Konstantinovič Tolstoj. Stanislavskij, sull'esempio del Giorgio II di Sassonia-Meiningen, concepiva la regia come un'organizzazione unitaria dello spettacolo, la scena come un'esatta documentazione realista e l'attore come un membro fondamentale dello spettacolo che doveva essere rigidamente formato affinché potesse recitare al meglio delle sue possibilità. 
Pochi mesi dopo, il 17 dicembre 1898, il teatro ospitò Il gabbiano dello scrittore e drammaturgo Anton Čechov. Il successo clamoroso della messa in scena legò il teatro al drammaturgo, che scrisse per la compagnia le sue opere teatrali maggiori. Il gabbiano divenne anche il simbolo del Teatro d'arte, ed un gabbiano in volo è ancora oggi raffigurato sulla facciata del palazzo, sui biglietti e sulle locandine.
All'interno del teatro nacquero e si formarono attori come Ol'ga Knipper, Ivan Michajlovič Moskvin,
Vsevolod Mejerchol'd e Vasilij Ivanovič Kačalov. Vi insegnò l'attrice premio Oscar Beatrice Straight.
Dopo la rivoluzione d'ottobre, il teatro ricevette diversi contributi statali in cambio della produzione di drammi socialisti.